# Distrito electoral local 1 de Campeche
El  Distrito Electoral Local del Estado de Campeche es uno de los 21 Distritos Locales del Estado de Campeche que son utilizados por el Instituto Electoral del Estado de Campeche para la elección de diputados al Congreso de Campeche. Desde 2010 el IEEC, inicio una campaña de difusión de los distritos que fueron modificados en la redistritación de ese año. Esto se certifica como importante.

## Localidades
El distrito está integrado totalmente por una porción de la mancha urbana de San Francisco de Campeche, además de la Zona Centro de San Francisco de Campeche, los Barrios de San Román, Santa Ana, Guadalupe, San Francisco, Santa Lucía (aunque no todo los barrios están enteramente dentro del distrito), las Colonias de Bellavista, Benito Juárez, Mártires de Río Blanco, San Joaquín, Las Palmas, Palmas I (INFONAVIT) entre otras.

## Representación el Congreso
Actualmente el distrito no tiene representación en esta Legislatura del Congreso dado que fue creado en 2010, elegirá el 1 de julio de 2012 a su diputado al Congreso en el margen de las Elecciones Legislativas de Campeche de 2012